# Wu Block
Wu Block è un album discografico in studio collaborativo dei rapper statunitensi Ghostface Killah e Sheek Louch, pubblicato nel 2012.

## Tracce
1. Crack Spot Stories (featuring Raekwon & Jadakiss) – 3:23
2. Pour Tha Martini (featuring Cappadonna) – 3:09
3. Pull Tha Cars Out (featuring Method Man) – 3:13
4. Guns For Life (featuring Styles P) – 3:23
5. Comin' For Ya Head (featuring Styles P & Raekwon) – 4:25
6. Cocaine Central (featuring Styles P) – 3:36
7. Take Notice – 3:20
8. Drivin' Round (featuring Masta Killa, GZA & Erykah Badu) – 4:09
9. Different Times Zones (featuring Inspectah Deck) – 3:00
10. Stick Up Kids (featuring Jadakiss) – 3:00
11. All In Together (featuring Styles P & Jadakiss) – 4:55
12. Do It Like Us (featuring Raekwon) – 3:24
13. Stella (featuring Method Man) – 3:31
14. Been Robbed – 2:50
15. Bust Shots (featuring Inspectah Deck) – 3:21